# 第95屆國家評論協會獎
第95屆國家評論協會獎（英語：The 95th National Board of Review Awards）旨在表揚2023年優秀的電影作品，於2023年12月6日宣布得獎名單，2024年1月11日在西普里亞尼42號街舉行典禮。
由Apple TV+與派拉蒙影業共同發行的《花月殺手》贏得最佳電影、最佳導演、最佳女主角，马丁·斯科塞斯與大卫·利恩並列獲得最多次（4次）國家評論協會獎的導演。

## 得獎名單

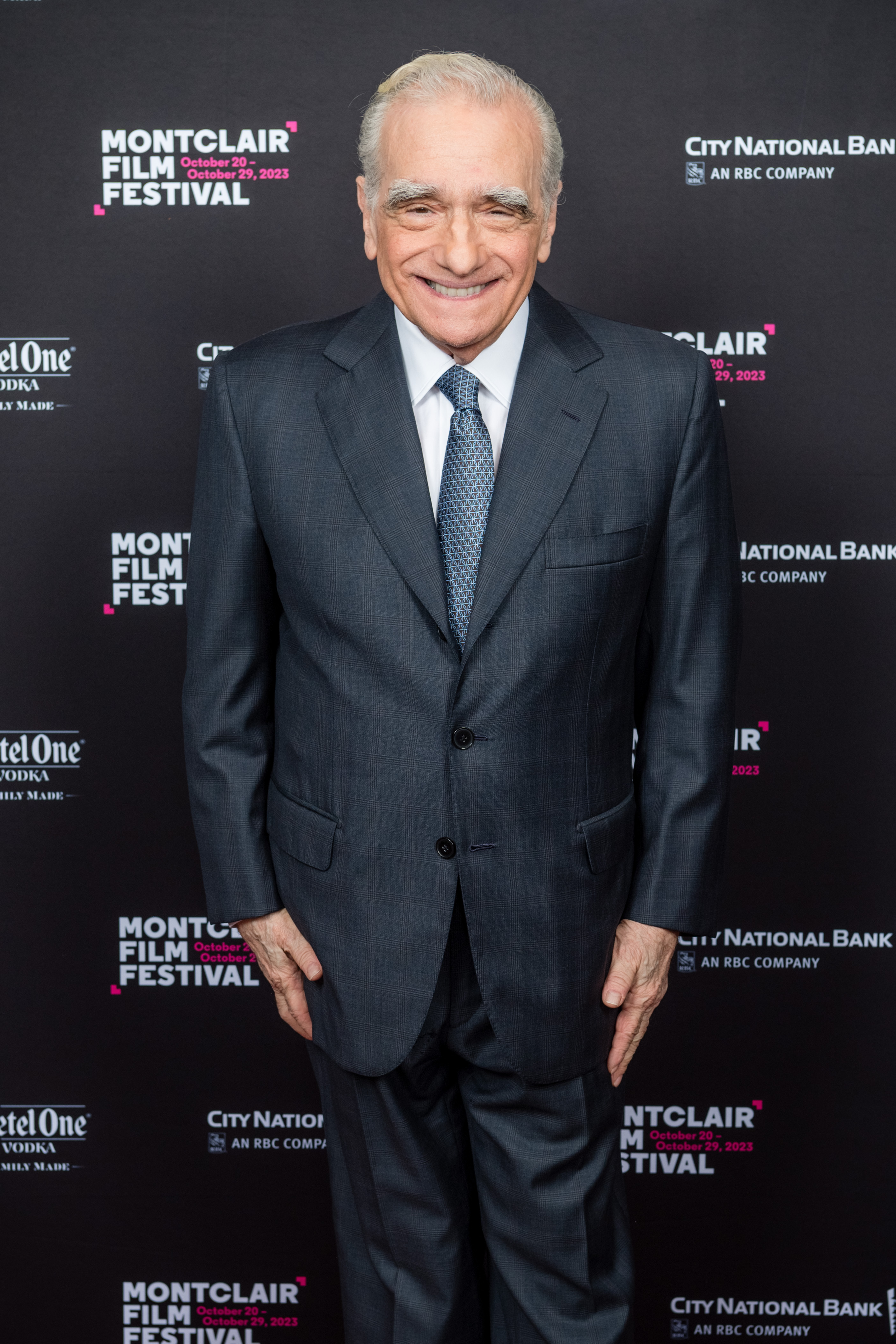
最佳導演：马丁·斯科塞斯

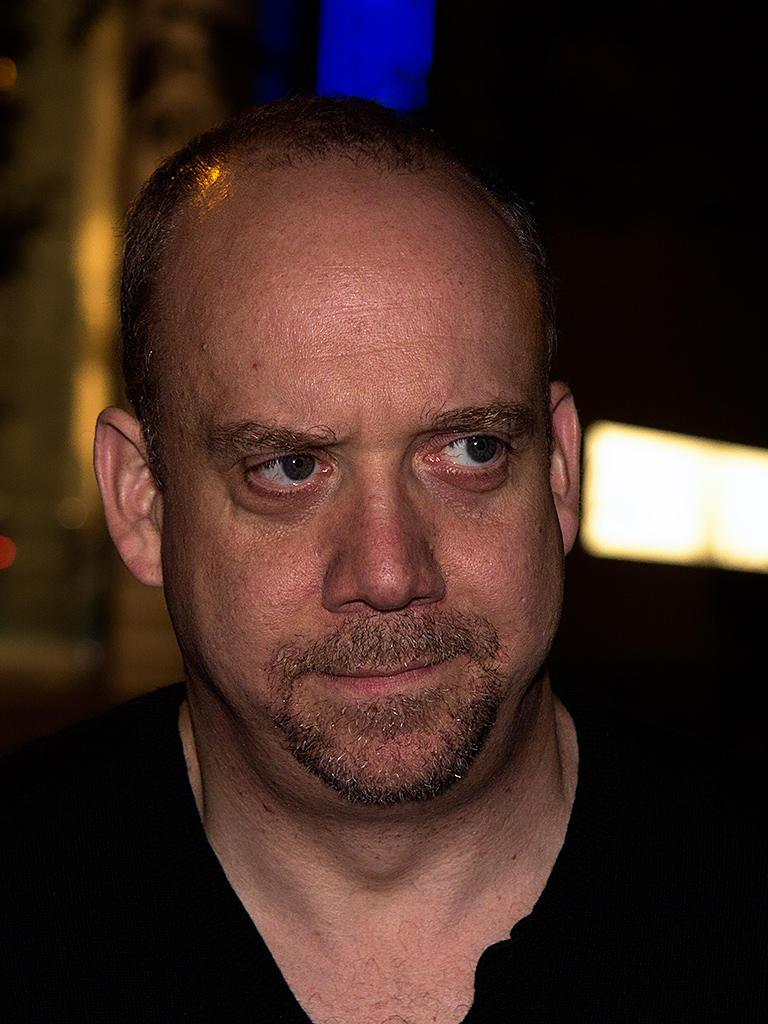
最佳男主角：保罗·吉亚玛提

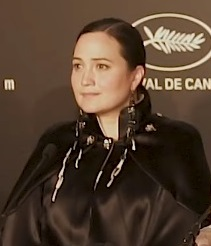
最佳女主角：莉莉·格萊斯頓

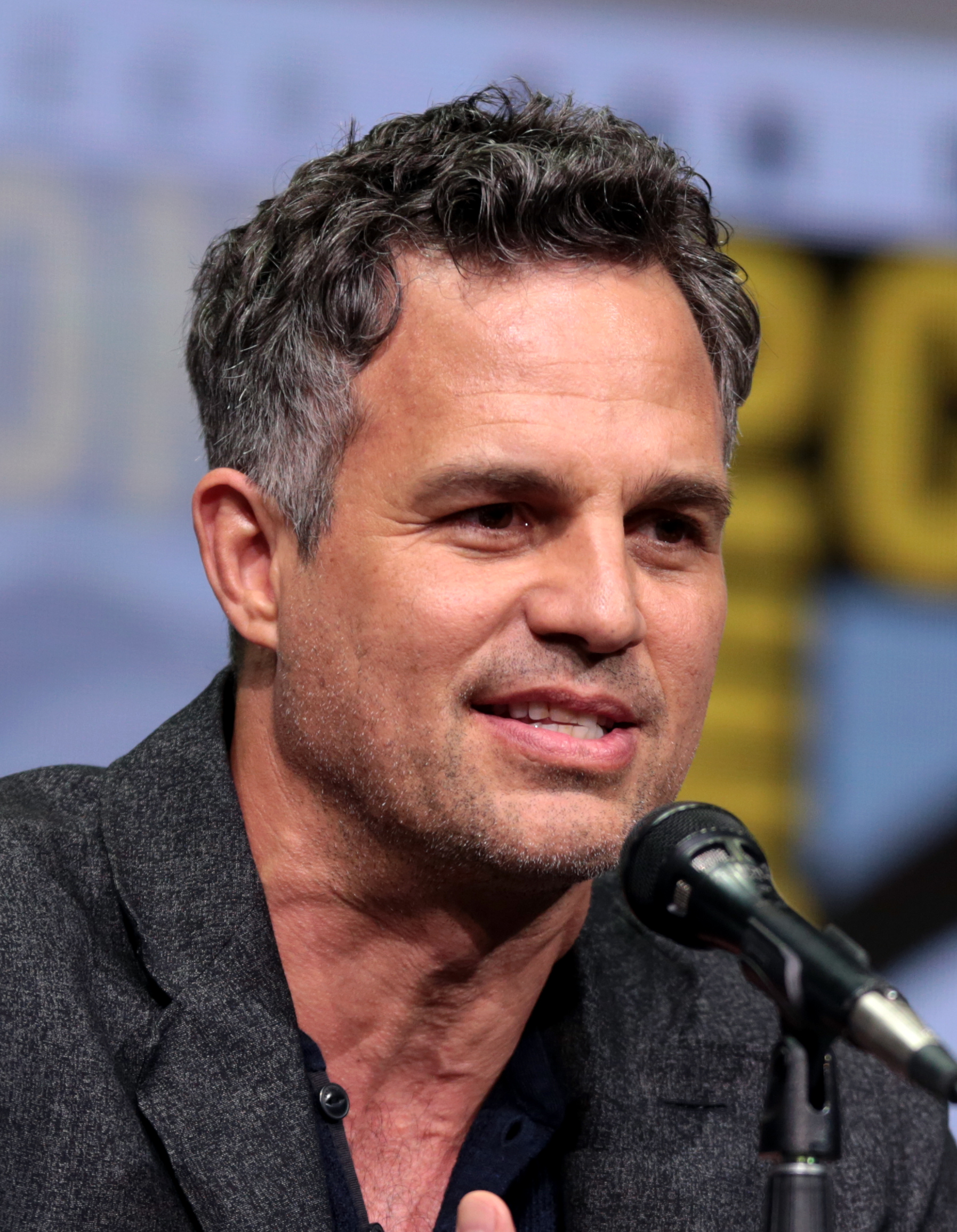
最佳男配角：马克·鲁法洛

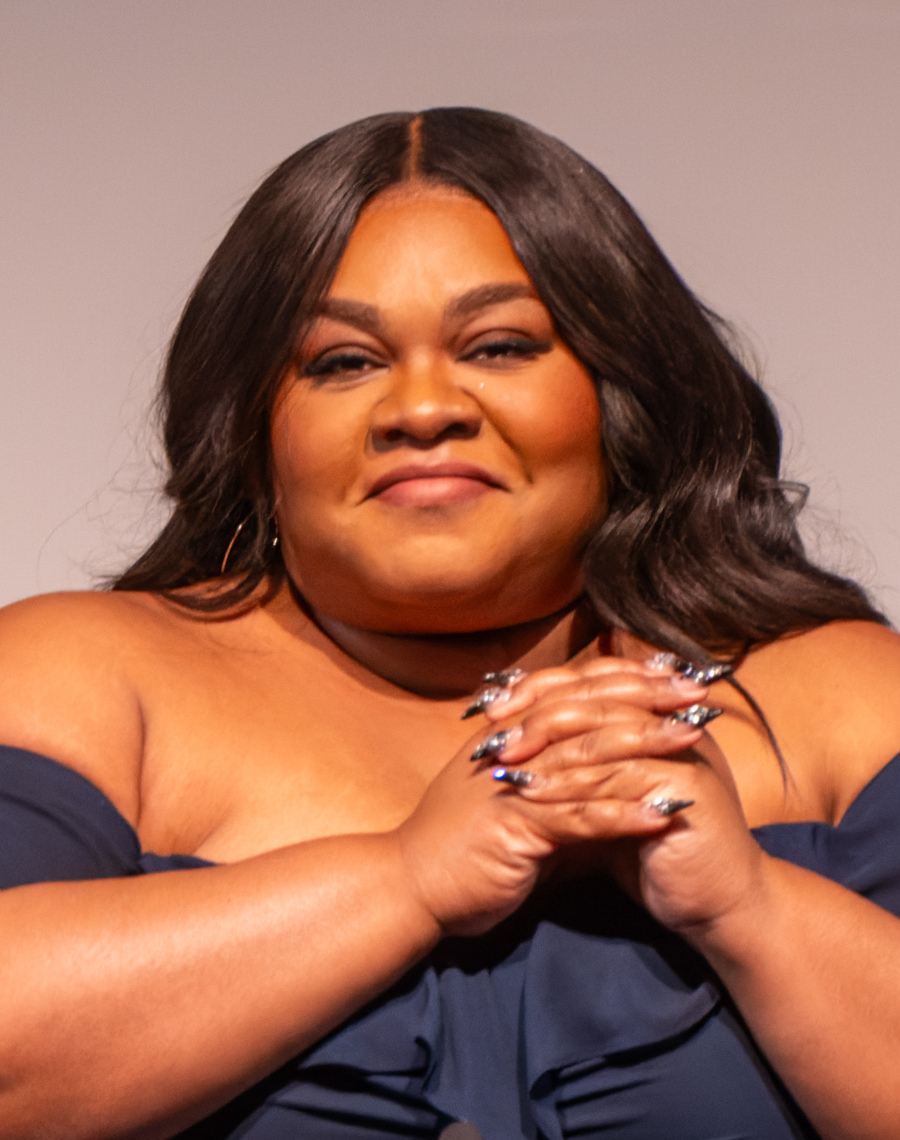
最佳女配角：達芬·喬伊·藍道夫

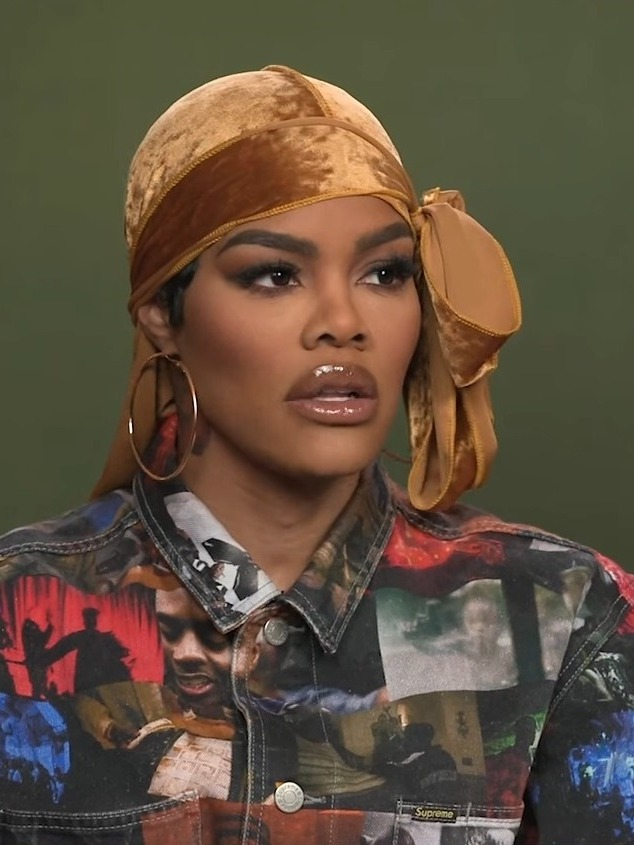
突破表現：泰亞娜·泰勒

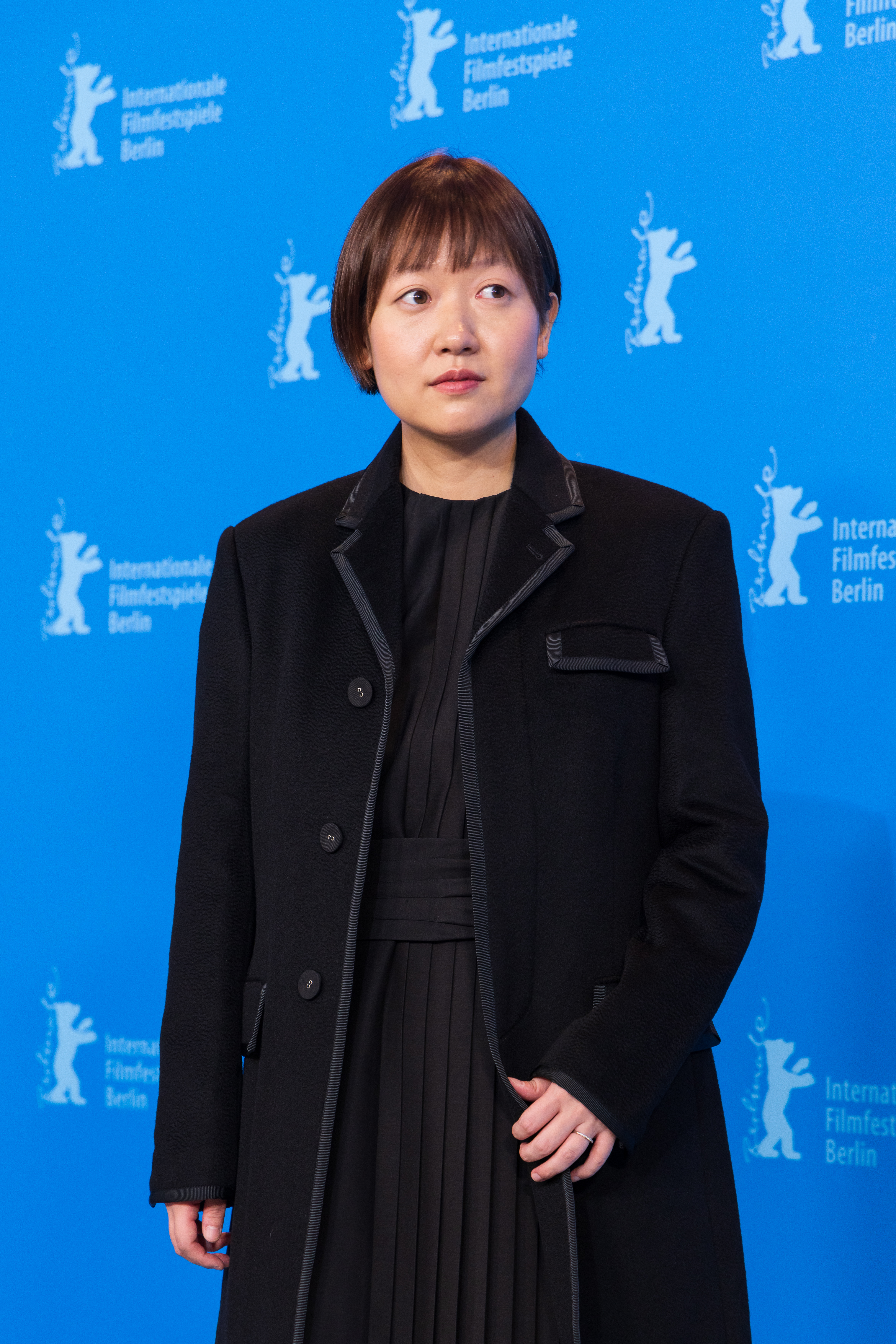
最佳首次執導：席琳·宋

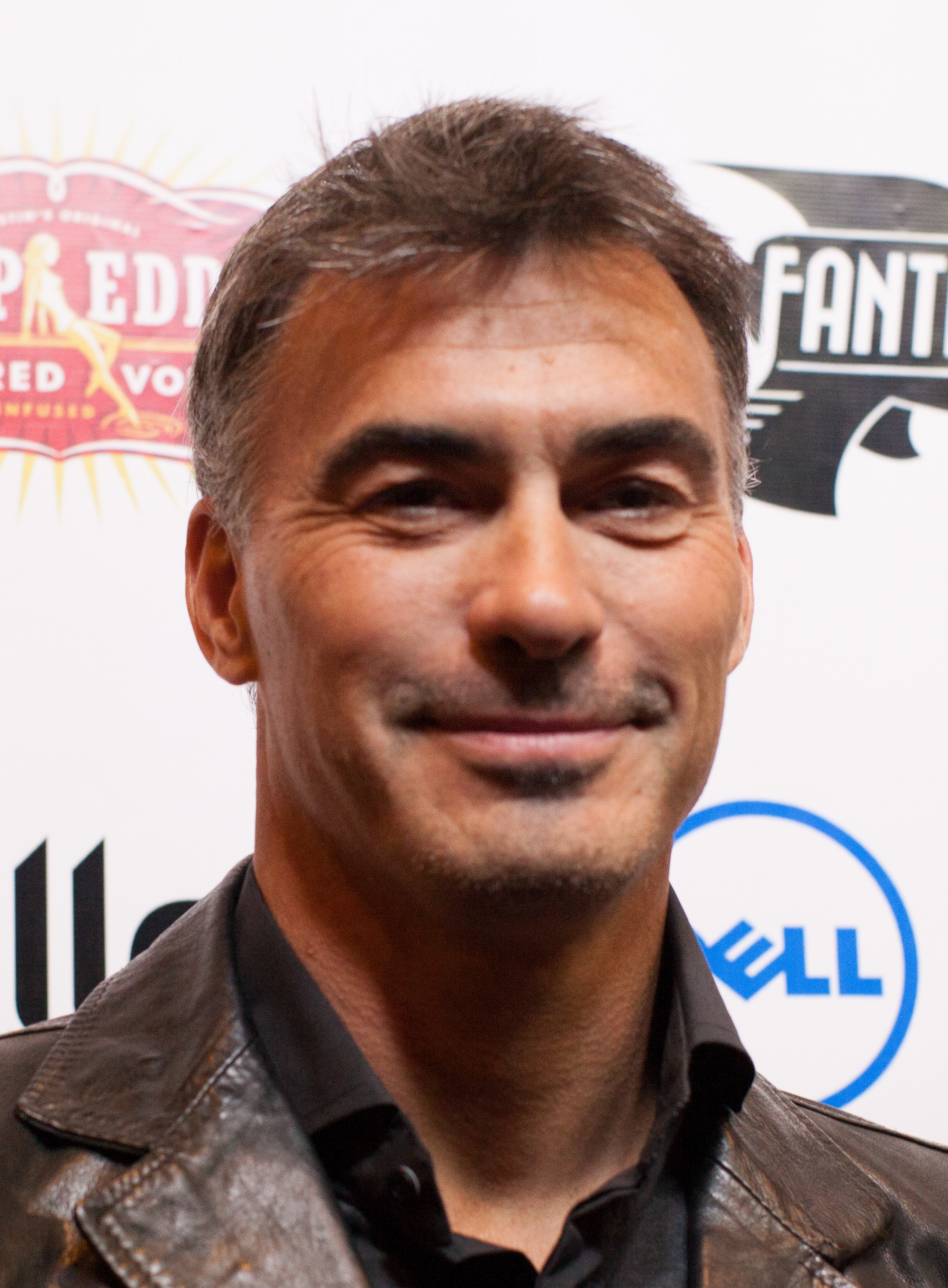
傑出特技藝術家成就：查德·史塔赫斯基

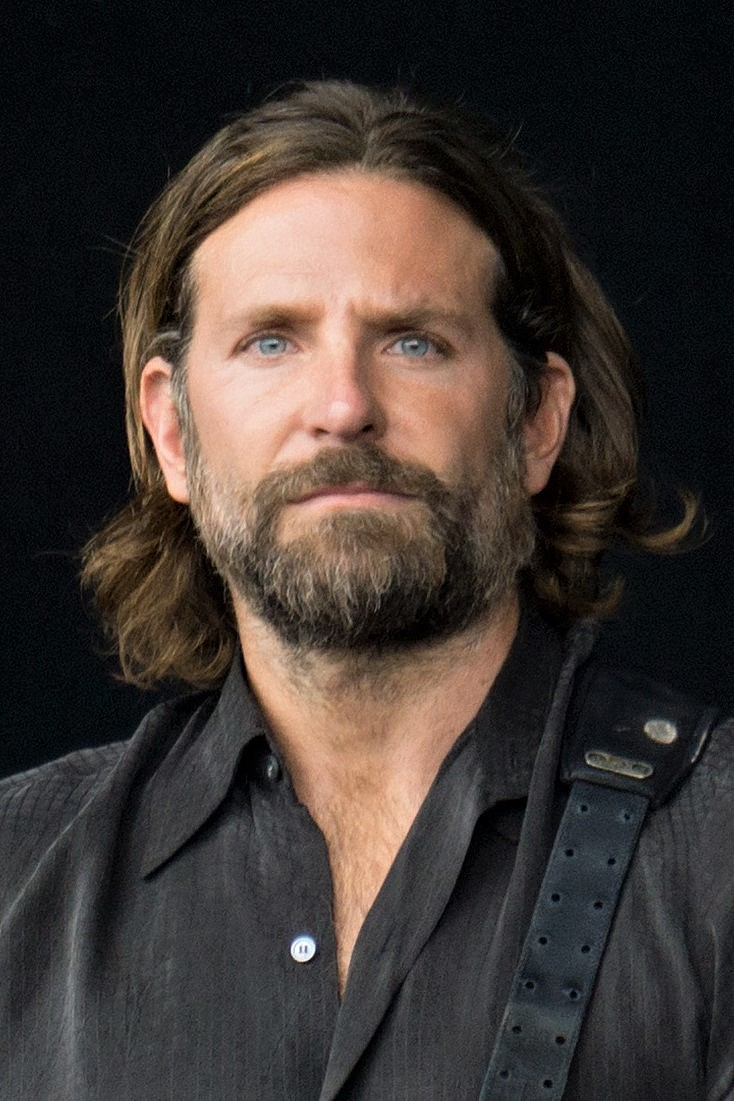
國家評論協會獎明星獎：布萊德利·庫柏

- 最佳電影

《花月殺手》
- 最佳導演（英语：National Board of Review Award for Best Director）

《花月殺手》马丁·斯科塞斯
- 最佳男主角（英语：National Board of Review Award for Best Actor）

《滯留生》保罗·吉亚玛提
- 最佳女主角（英语：National Board of Review Award for Best Actress）

《花月殺手》莉莉·格萊斯頓
- 最佳男配角（英语：National Board of Review Award for Best Supporting Actor）

《可憐的東西》马克·鲁法洛
- 最佳女配角（英语：National Board of Review Award for Best Supporting Actress）

《滯留生》達芬·喬伊·藍道夫
- 國家評論協會獎明星獎

布萊德利·庫柏
- 最佳原創劇本（英语：National Board of Review Award for Best Original Screenplay）

《滯留生》大衛·海明森
- 最佳改編劇本（英语：National Board of Review Award for Best Adapted Screenplay）

《可憐的東西》東尼·麥納馬拉
- 突破表現（英语：National Board of Review Award for Breakthrough Performance）

《一千零一》泰亞娜·泰勒
- 最佳首次執導（英语：National Board of Review Award for Best Directorial Debut）

《之前的我們》席琳·宋
- 最佳動畫劇情片（英语：National Board of Review Award for Best Animated Film）

《蜘蛛俠：飛躍蜘蛛宇宙》
- 最佳國際電影

《坠落的审判》
- 最佳紀錄片（英语：National Board of Review Award for Best Documentary Film）

《我還是我：米高·福克斯》
- 最佳整體演出（英语：National Board of Review Award for Best Cast）

《鐵爪世家》
- 傑出特技藝術家成就

《捍衛任務4》查德·史塔赫斯基、史蒂芬·鄧利維（Stephen Dunlevy）
- 傑出攝影成就

《Barbie芭比》、《花月殺手》羅德里戈·普里耶托

## 十大電影
- 《Barbie芭比》
- 《蒼鷺與少年》
- 《法拉利》
- 《滯留生》
- 《鐵爪世家（英语：The Iron Claw (film)）》
- 《音乐大师》
- 《奧本海默》
- 《之前的我們》
- 《可憐的東西》

## 五大國際電影
- 《奇美拉》
- 《枯叶》
- 《教师休息室》
- 《最後一次的生日派對（英语：Tótem (film)）》
- 《利益区域》

## 五大紀錄片
- 《战场日记》
- 《32 Sounds》
- 《若愛有形（英语：The Eternal Memory）》
- 《此生如鴿：間諜小說大師勒卡雷（英语：The Pigeon Tunnel）》
- 《A Still Small Voice》

## 十大獨立電影
- 《土路鹽味（英语：All Dirt Roads Taste of Salt）》
- 《都是陌生人》
- 《黑莓（英语：BlackBerry (film)）》
- 《大地母親（英语：Earth Mama）》
- 《愛的練習曲（英语：Flora and Son）》
- 《波斯視角（英语：The Persian Version）》
- 《怪胎女孩（英语：Scrapper (2023 film)）》
- 《開展在即（英语：Showing Up (film)）》
- 《舞台人蔘啊（英语：Theater Camp）》
- 《一千零一（英语：A Thousand and One）》

## 外部連結
- 官方网站（英文）